# Jean de Ruyt
Jean de Ruyt, né le 14 septembre 1947 à Louvain, est un consultant belge spécialisé dans les affaires européennes et ancien diplomate belge. Ambassadeur à la retraite depuis 2012, il est depuis un analyste politique indépendant qui a consacré près de quarante ans à la carrière diplomatique, au service de la Belgique, entre 1973 et 2012. Son parcours diplomatique s'est étendu de l'Afrique centrale aux confins de l'Union européenne, où il a occupé des postes de responsabilité. Depuis la fin de ses fonctions officielles, il agit en tant que conseiller en affaires européennes auprès des cabinets Covington & Burling LLP et McLarty Associates.  

## Biographie

### Origines
Jean de Ruyt est issu d’une famille francophone très catholique. Il est le fils de Frantz De Ruyt, professeur de lettres anciennes, d’histoire de l’art et d’archéologie à l’Université de Louvain, et de Godelieve Blancke. Son père, bien que descendant d’une famille de commerçants hollandais, est bruxellois et francophone. Sa mère, également francophone, est née à Hal dans une famille originaire de Flandre occidentale. Elle s'est installée à Bruxelles avec ses parents et a effectué l’ensemble de sa scolarité en français.
En raison des fonctions universitaires de son père, la famille réside d’abord à Louvain avant de s’établir à Bruxelles, avenue Plasky, trois ans après la naissance de Jean de Ruyt. C’est dans ce quartier qu’il grandit et passe l’essentiel de sa jeunesse, jusqu’à ses études universitaires.

### Famille
Il a quatre sœurs : Thérèse, Claire, Françoise et Anne. Trois d’entre elles ont embrassé une carrière académique, dans la continuité de leur père. Thérèse est devenue professeur de langues classiques ; Claire a dirigé des fouilles archéologiques à Ostie et dans les Pouilles ; Françoise s’est mariée avec le fils d’un archéologue italien et réside encore aujourd’hui sur le site archéologique d’Ostie Antique. Seule Anne a suivi une autre voie, devenant infirmière. Sa grand-mère paternelle se nommait Marie-Anne Henssens, et son grand-père maternel, Hector Blancke.
Jean De Ruyt a été marié à Viviane Fierens, avec qui il a eu quatre enfants : Carole, Isabelle, Virginie et Laurent. Leur union a duré jusqu’au milieu des années 1990. Par la suite, il s’est marié avec Sheila Arora, rencontrée alors qu’il était en poste à Varsovie. Elle est la mère de sa dernière fille, prénommée Ambre. 

### Études
Il est diplômé en droit de l'Université catholique de Louvain (UCLouvain), où il a obtenu son doctorat en 1969. Pendant ses études, il s'est spécialisé en droit public, ce qui lui a permis plus tard d'enseigner cette matière comme assistant à l'UCLouvain, avant de se lancer dans une carrière diplomatique. Cette base juridique solide a été un atout majeur pour sa carrière, notamment dans les négociations internationales et européennes. Il a également obtenu un diplôme de troisième cycle de la School of Advanced International Studies (SAIS) de la Johns Hopkins University à Bologne en 1970, où il a suivi un programme de relations internationales.  
Ces formations académiques solides ont servi de fondement à sa carrière diplomatique, lui permettant de jouer un rôle clé dans les affaires européennes et internationales, notamment au sein de l'Union européenne, de l'OTAN et des Nations unies.  

### Carrière diplomatique
Après avoir réussi le concours diplomatique, Jean de Ruyt a entamé sa carrière en 1973, à l'âge de 25 ans, en tant qu’attaché de presse à l’ambassade de Belgique à Kinshasa (Zaïre), un poste qu’il occupe jusqu’en 1974. Il est ensuite nommé premier secrétaire à l’ambassade de Belgique à Alger (1975-1978), dans un contexte marqué par le régime de Houari Boumédiène. De 1978 à 1982, il est directeur du Bureau belge pour le développement industriel à New York.
Alfred Cahen, ambassadeur à Kinshasa, fait appel à lui pour épauler le service Moyen-Orient au moment de la Présidence belge de l'Union européenne. En 1982, il rejoint la Représentation permanente de la Belgique auprès de l'Union européenne en tant que conseilleur.
En 1987, il poursuit sa carrière diplomatique à Washington en qualité de ministre-conseiller à l’ambassade de Belgique. Il y est envoyé par Paul Noterdaeme, qui devient à cette époque son nouveau mentor. Il participe à cette période à la construction d'une nouvelle architecture de sécurité. Il revient ensuite à Bruxelles pour prendre la direction des affaires politico-militaires au ministère des Affaires étrangères (1991-1994). Parallèlement, il est nommé représentant permanent auprès de l’Union de l’Europe occidentale (UEO) de 1993 à 1994, durant la mise en œuvre du Traité de Maastricht.
De 1994 à 1996, il exerce les fonctions d’ambassadeur de Belgique à Varsovie, avant d’être nommé représentant permanent auprès de l’OTAN (1996-1997), alors dirigée par Javier Solana. Il occupe ensuite le poste de directeur général des affaires politiques au ministère des Affaires étrangères à Bruxelles de 1997 à 2001, où il devient membre du Comité politique de l'Union européenne.
De Ruyt est ensuite ambassadeur, représentant permanent de la Belgique auprès des Nations unies à New York (2001-2004), où il est en poste au moment des attentats du 11 septembre et de la guerre en Irak. Il est ensuite nommé ambassadeur auprès de la République italienne, de l’Albanie et de Saint-Marin, tout en représentant la Belgique auprès de la ONUAA à Rome (2004-2007).
De 2007 à 2011, il est représentant permanent de la Belgique auprès de l’Union européenne. Il a notamment participé en 2007 à la conclusion du Traité de Lisbonne. Il joue un rôle clé lors de la présidence belge du Conseil de l’Union européenne au second semestre de 2010, qui se déroule dans un contexte de crise politique majeure en Belgique, souvent décrite comme la plus profonde des cinquante dernières années.
Jean de Ruyt a joué un rôle important dans la création de la Haute Représentation européenne pour les Affaires étrangères, organisant le lancement d'une politique étrangère européenne, où Javier Solana a été le premier à y occuper la fonction de haut représentant.
En 2010, il était président du Coreper et a aidé aussi à la construction du Service européen d'action extérieure, le SEAE, où il y a d'ailleurs travaillé en tant qu'envoyé spécial.
Il termine sa carrière diplomatique en 2012. Au cours de ses quelque quarante années de carrière, Jean de Ruyt a occupé de nombreux postes à l’étranger : Kinshasa, Alger, New York, Washington, Varsovie et Rome. Depuis Bruxelles, il a également dirigé la Direction générale des affaires politiques, représentant la Belgique dans de nombreuses organisations multilatérales telles que la FAO, l’UEO, la CSCE, les Nations unies, l’OTAN et l’Union européenne. Il a été impliqué dans plusieurs dossiers diplomatiques majeurs, notamment en lien avec le Zaïre de Mobutu, le Congo sous les Kabila, l’Algérie de Boumédiène, ainsi que dans le processus de paix au Moyen-Orient.

### Carrière académique
Après sa carrière diplomatique, Jean de Ruyt a exercé diverses fonctions dans le domaine de l’enseignement supérieur. Il commence sa carrière académique en tant que professeur invité en droit public à l’Université catholique de Louvain (UCL), où, sur proposition de Vincent Dujardin, directeur de l'Institut d'études européennes de l'UCLouvain, il donne un cours sur "l'actualité européenne". 
Entre 2008 et 2011, il est professeur invité à l’Institut universitaire Saint-Louis à Bruxelles, avant de reprendre l’enseignement à l’UCL, également comme professeur invité, de 2012 à 2018. Pendant quatre années, de 2013 à 2017, il enseigne également un cours sur la politique étrangère européenne au Collège d'Europe, sur le campus de Natolin, à Varsovie, prestigieuse institution de formation des futurs cadres européens, dans le cadre de formations spécialisées en affaires européennes. 
Il a dirigé des séminaires sur les questions européennes pour l'Institut d'études européennes aux universités de Louvain et de Saint-Louis. Il a également donné des cours à l’Université d’été de Szeged en Hongrie et a aussi enseigné à l’Université Taras Chevtchenko de Kiev, en Ukraine.  

## Actualité
Actuellement ambassadeur à la retraite, Jean de Ruyt continue de partager son expertise dans le domaine des relations internationales. Dès février 2012, Il commence une activité de consultant. Il débute au sein du cabinet de conseil Mc Larty Associates, spécialisé en relations internationales, mais met fin à cette collaboration. Il occupe actuellement le poste de conseiller principal en politiques publiques européennes au sein du cabinet d’avocats international Covington & Burling LLP à Bruxelles, où il met son expertise au service des questions européennes.
Jean de Ruyt est également Senior Associate Fellow à l’Institut Egmont, titre souvent donné à des chercheurs, diplomates, anciens responsables politiques ou professionnels disposant d'une expertise particulière dans les domaines des relations internationales, de la diplomatie, de la sécurité, ou des affaires européennes. Il y contribue depuis 2019 à l’analyse stratégique des enjeux diplomatiques et européens et a eu l'occasion de participer à des conférences, séminaires ou groupes de travail organisés par l'Institut Egmont et de publier des analyses. 
Depuis 2017, il est membre titulaire de la Classe des Lettres et des Sciences morales et politiques de l'Académie royale de Belgique. Par ailleurs, avec son épouse Sheila Arora, ils sont tous deux associés au sein de la société de strategic communication, Project Associates, basée au Royaume-Uni. 
Depuis septembre 2023, Jean de Ruyt est le coprésident du conseil d’administration du Europe Asia Center, une organisation indépendante à but non lucratif qui vise à renforcer les liens entre l’Europe et l’Asie en organisant des projets comme des conférences, des ateliers et des programmes de recherche. Il facilite les échanges entre professionnels et institutions, tout en produisant des analyses pour mieux comprendre les relations entre les deux continents. 

## Œuvres publiées
- L’Acte Unique Européen, commentaire, Éditions de l'Université de Bruxelles, 1987 (réed. 1989)[30]
- European Political Cooperation towards a European Foreign policy, Atlantic Council of the US, 1989[31]
- Un Ministre pour une politique étrangère européenne, Schuman Centre, Institut Universitaire Européen de Florence, 2005
- Le leadership dans l’Union européenne, Presses Universitaires de Louvain, 2015[32]
- Le privilège du diplomate, Presses Universitaires de Louvain, 2021[33]
- Manuel de la négociation diplomatique internationale, Bruylant, 2023[34]
- De six à trente-six ? L'élargissement de l'Union européenne, Académie Royale Sciences Lettres, 2025[35]